# Encierro
Encierro est un terme espagnol signifiant littéralement « enfermement » et désignant soit l'enfermement des taureaux aux corrales, soit un lot de taureaux destiné à la corrida, soit le trajet des taureaux des corrales aux arènes.

## Encierro en Espagne

### Enfermement des taureaux auxcorrales
Au sens premier, ce mot désigne le fait d’enfermer les taureaux aux corrales, cours généralement attenantes aux arènes, dans lesquelles ils seront gardés jusqu’au jour de la corrida.

### Lot de taureaux destiné à la corrida
Dans un deuxième sens, il désigne le lot de taureaux destiné à la corrida.
« Pour telle corrida, l’encierro est de Victoriano del Río » signifie donc « Pour telle corrida, le lot de taureaux vient de l’élevage de Victoriano del Río ».

### Trajet des taureaux descorralesaux arènes
Dans certaines villes d’Espagne, les corrales ne sont pas attenants aux arènes, de sorte que les taureaux doivent y être amenés le jour même de la corrida ; ils sont accompagnés par des cabestros, bœufs dressés à cet usage. Dans un troisième sens, l’encierro est donc le trajet effectué par les taureaux, depuis les corrales jusqu’aux arènes. Ceux qui en ont envie en profitent donc pour descendre dans la rue, sur le trajet de l’encierro, et font le parcours devant (ou derrière pour les moins téméraires !) les taureaux. Aujourd’hui, dans ces villes, l’encierro n’est donc plus fait pour des questions de nécessité (les quelques hectomètres qui séparent les corrales des arènes pourraient tout aussi bien être effectués en camion), mais devient un but en soi. Les plus célèbres des encierros sont ceux de Pampelune, lors des fêtes de San Fermín (du 7 au 14 juillet), mais nombre de villages du nord de l’Espagne en ont d’aussi spectaculaires et moins médiatisés.
Aux côtés de l'encierro, sont aussi organisées dans le sud de la France des abrivado qui simulent le transfert des taureaux des pâturages vers les arènes, et des bandido simulant quant à elles le retour des taureaux des arènes aux pâturages.

## Encierro en France
Dans les villes et villages des Bouches-du-Rhône, du Vaucluse, du Gard et de l'Hérault, les encierros sont en fait des lâchers de taureaux de Camargue sur un parcours clos, dans une rue fermée à ses deux extrémités par des charrettes et des barrières, ou sur une place publique dont les accès sont fermés de la même manière.
Ces spectacles n'impliquent pas de cavaliers (au contraire de l'abrivado et de la bandido) : les villageois à pied excitent les taureaux et leur échappent en se réfugiant sur des ballots de paille ou derrière les barrières.

Encierro à Calvisson dans le Gard
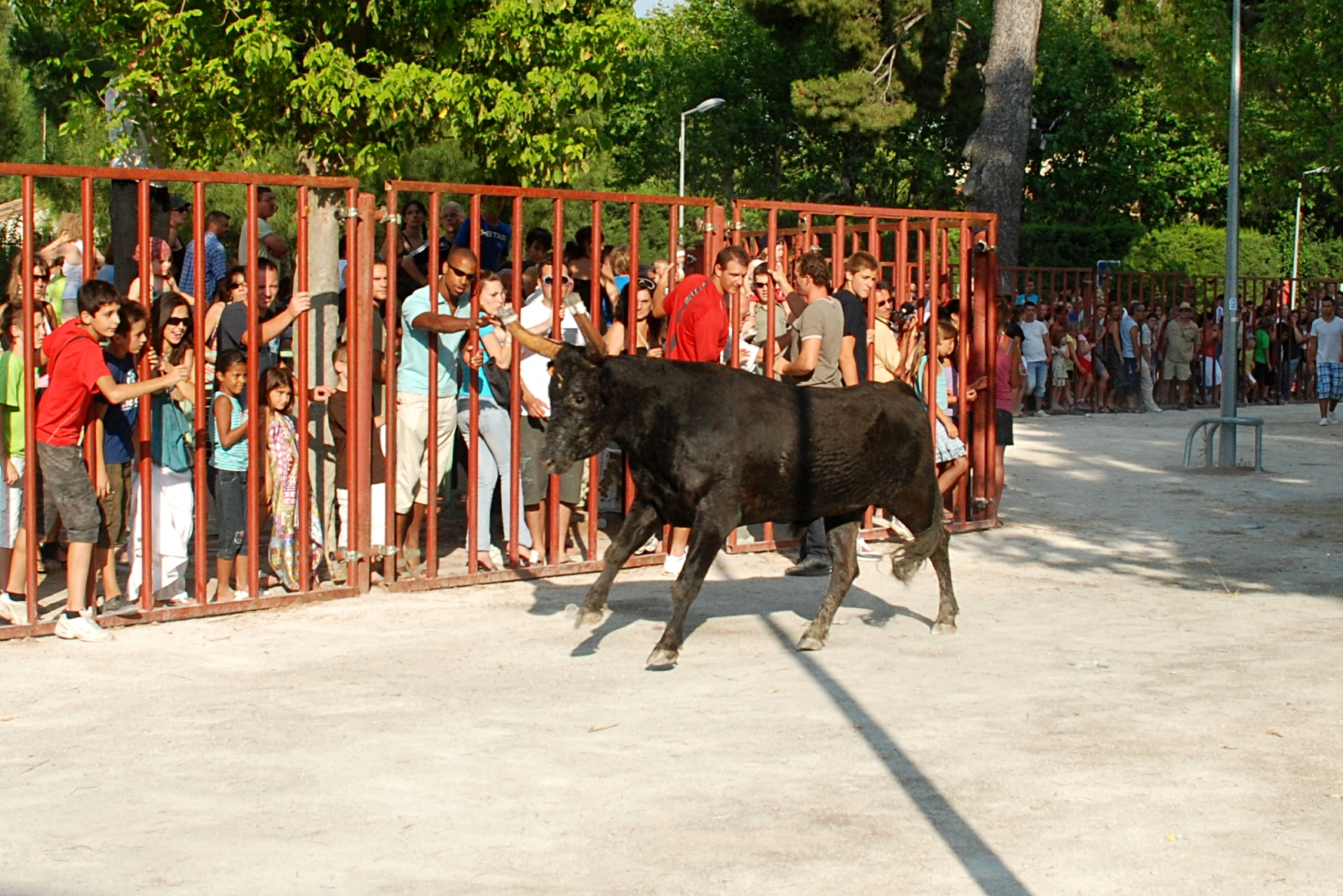
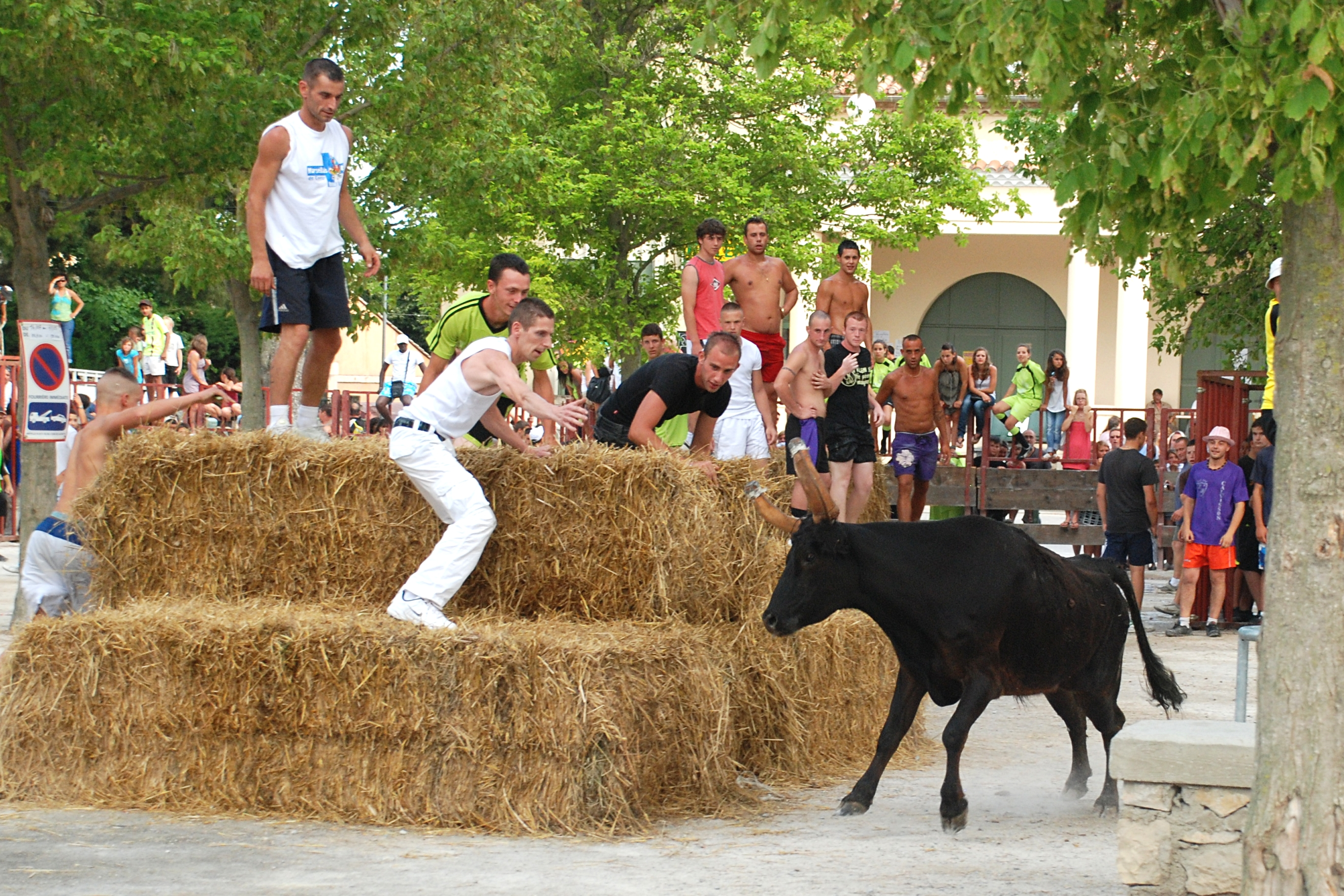

Lors des fêtes de Saint-Sever dans les Landes un encierro avec des taureaux est organisé, le dimanche à 12h12.
Par ailleurs, la commune de Seissan dans le Gers organise également chaque année, à l’occasion de la fête du premier week-end de septembre, un encierro avec le lâché de vaches dans les rues de la ville. Ces festivités sont organisées par l’association de l’Encierro de Seissan.
Un encierro peut aussi être un lâcher de vaches sur un parcours grillagé : il s'agit alors d'un encierro de vacas. Il a le plus souvent lieu dans les Landes, par exemple à Parentis-en-Born, à Arboucave, à Bias pour l'ouverture des Fêtes, ou encore à Mont-de-Marsan pendant les Fêtes de la Madeleine.